# Roanne
Roanne ist eine französische Stadt mit 35.364 Einwohnern (Stand 1. Januar 2022) im Département Loire in der Region Auvergne-Rhône-Alpes etwa 70 Kilometer nordwestlich von Lyon.

## Geografie
Die Stadt liegt am Oberlauf der Loire und ist Endpunkt des parallel verlaufenden Canal de Roanne à Digoin (deutsch: Roanne-Digoin-Kanal). Hier münden von rechts der Rhins und von links der Renaison und der Oudan in die Loire.

## Geschichte und Wirtschaft
Wegen seiner strategischen Lage unterhalb einer Engstelle der Loire war der Ort bereits zu keltischer Zeit besiedelt und gehörte zum Territorium der Segusiavi. Der Ortsname leitet sich vom Gallischen Rod-Onna (fließendes Wasser) ab, zur Römerzeit wurde daraus Rodumna, später Rouhanne und schließlich Roanne. Erwähnt wird die Siedlung in antiken Quellen von Claudius Ptolemäus und der Tabula Peutingeriana. Letztere verzeichnet Rodumna als einfachen Rastort an der von Lugdunum (heute Lyon) über Forum Segusiavorum (heute Feurs) und Aquae Calidae (heute Vichy) nach Augustonemetum (heute Clermont-Ferrand) führenden Straße. Vor allem im 1. Jahrhundert n. Chr. war der Ort ein Zentrum der Produktion lokaler Keramikwaren. In Roanne wurden römische Altertümer gefunden; so kamen 1902 bei Ausgrabungen an der Stelle des heutigen Collège Saint-Paul eine anmutige Statuette der Minerva sowie eine Bronzefibel zu Tage. An Inschriften wurde 1820 ein Epitaph (CIL 13, 1649) entdeckt.
Im frühen Mittelalter nahm die Bedeutung des Orts ab, von der Burg aus der damaligen Zeit ist nur der Bergfried erhalten. Er wurde ab dem 16. Jahrhundert als Gericht und Gefängnis genutzt. Bis ins 19. Jahrhundert blieb Roanne ein bedeutender Gerichts- und Gefängnisstandort. Durch eine 1610 gegründete Schule der Jesuiten erfolgte eine gewisse Belebung der Stadt. Im 18. Jahrhundert sind Stadt und Region ein Zentrum der Garnproduktion im vorindustriellen Manufaktursystem. 1814 verteidigten die Bewohner der Stadt und Bauern der Umgebung unter der Führung des Bürgermeisters François Populle Roanne erfolgreich gegen das österreichische Heer. Hierfür wurde der Stadt als Ganzes das Kreuz der Ehrenlegion verliehen, das sie seitdem im Stadtwappen führt.
Mit steigender Schifffahrt auf der Loire und dem 1838 eröffneten Kanal wurde der Handel in Roanne neu belebt und Roanne zu einem bedeutenden Binnenhafen. 1858 wurde die Stadt an eine der ersten Eisenbahnlinien angeschlossen. Bei der Industrialisierung Frankreichs spielte die Stadt eine Vorreiterrolle, so z. B. in den Bereichen Reifenherstellung (Michelin) und Textilien. In der Folge des Ersten Weltkriegs wurde hier auch der Aufbau der Rüstungsindustrie staatlicherseits forciert. Inzwischen produziert hier die privatisierte Firma Nexter in deutlich kleinerem Umfang Waffensysteme. Die Mitarbeiterzahl in Roanne wuchs von 900 im Jahr 2017 auf 1.500 im Jahr 2022. Seit den 1970er Jahren erlebt die gesamte Schwerindustrie einen Niedergang, der die Stadt hart getroffen hat. Tourismus und neue Technologien sollen die Wirtschaft beleben. So wurde beispielsweise 1992 der Hafen für die Nutzung durch Sport- und Hausboote umgestaltet.
Der Bahnhof Roanne wurde 1858 mit dem Teilstück von Lapalisse-Saint-Prix–Le Coteau der Bahnstrecke Moret-Veneux-les-Sablons–Lyon-Perrache in Betrieb genommen. Heute wird der Bahnhof mehrheitlich von Zügen des TER Auvergne-Rhône-Alpes der Verbindung Clermont-Ferrand–Lyon-Perrache bedient.

## Bevölkerungsentwicklung
| Jahr                       | 1962   | 1968   | 1975   | 1982   | 1990   | 1999   | 2006   | 2017   |
| Einwohner                  | 51.731 | 53.381 | 55.195 | 48.705 | 41.756 | 38.896 | 26.126 | 24.366 |
| Quellen: Cassini und INSEE |        |        |        |        |        |        |        |        |

## Kultur
Das nach Joseph Déchelette benannte Museum beherbergt neben einer umfangreichen archäologischen Sammlung von Artefakten der regionalen Ur- und Frühgeschichte und Römischen Antike mit Schwerpunkten zur Sepulkralkultur bezogen auf die vom 2. Jahrhundert vor Christus bis zum 3. Jahrhundert nach Christus durchgängig genutzte Nekropole und zur lokalen antiken Keramikproduktion der sowie der Ägyptischen Antike auch Sammlungen zur Keramik des 16. bis 21. Jahrhunderts mit einem Schwerpunkt bei Fayencen der Revolutionszeit und zur bildenden Kunst vom 15. bis zum frühen 20. Jahrhundert und eine kunsthistorische Bibliothek. Das Écomusée du Roannais präsentiert die Geschichte der Textilindustrie in der Region seit 1850. Maison des Métiers d’Art widmet sich der Pflege und Erläuterung des traditionellen Kunsthandwerks der Region.
Das Stadttheater wird ohne eigenes Ensemble, aber mit professioneller Leitung betrieben. Es kommen neben Stücken ortsansässiger professioneller Ensembles vor allem Produktionen von Tourneetheatern zur Aufführung. Für einige professionelle Theater- und Musikgruppen stellt die Stadtverwaltung Probe- und Arbeitsräume zur Verfügung.
Gemeinsam mit benachbarten Gemeinden betreibt Roanne eine öffentliche Musikschule. Im Stadtviertel Staint-Claire gibt das Soziokulturelle Zentrum Diapason Amateurgruppen Probe- und Aufführungsmöglichkeiten, für solche Gruppen stehen auch in anderen Stadtteilen zwei weitere Säle bereit. Roanne verfügt über eine großzügig angelegte Bibliothek/Mediathek.
Seit 2010 ist Roanne Standort eines jährlichen Festivals für animierte Kurzfilme. Neben dem Multiplexkino Le Grand Palais existiert ein Programmkino, das ein Verein mit staatlicher Unterstützung betreibt (Espace Renoir).

### Gastronomie
Ausgelöst durch das etablierte Restaurant der Brüder Marie-Pierre und Michel Troisgros, das seit 1968 ununterbrochen im Guide Michelin mit der höchsten Wertung von drei Sternen ausgezeichnet wurde, haben sich die Stadt und ihre Umgebung zu einem Zentrum der Spitzengastronomie entwickelt. Flankiert wurde diese Entwicklung durch die Einführung einer Appellation d’Origine Contrôlée für die Weine der Region westlich von Roanne, der Côte Roannaise, im Jahr 1994.

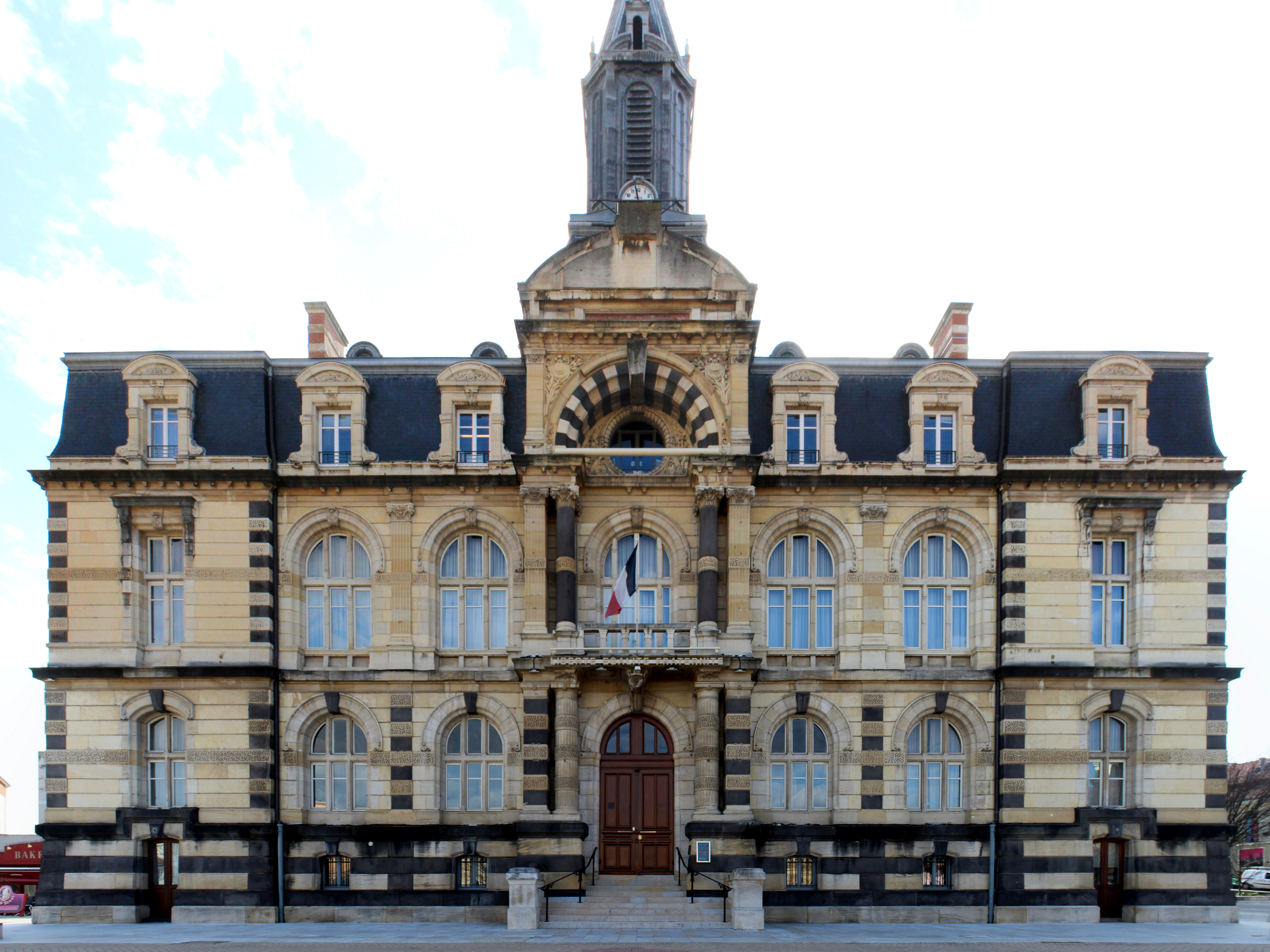
Rathaus (Hôtel de ville)
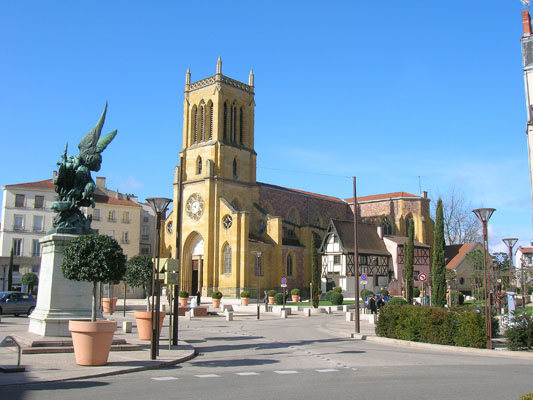
Kirche Saint-Étienne
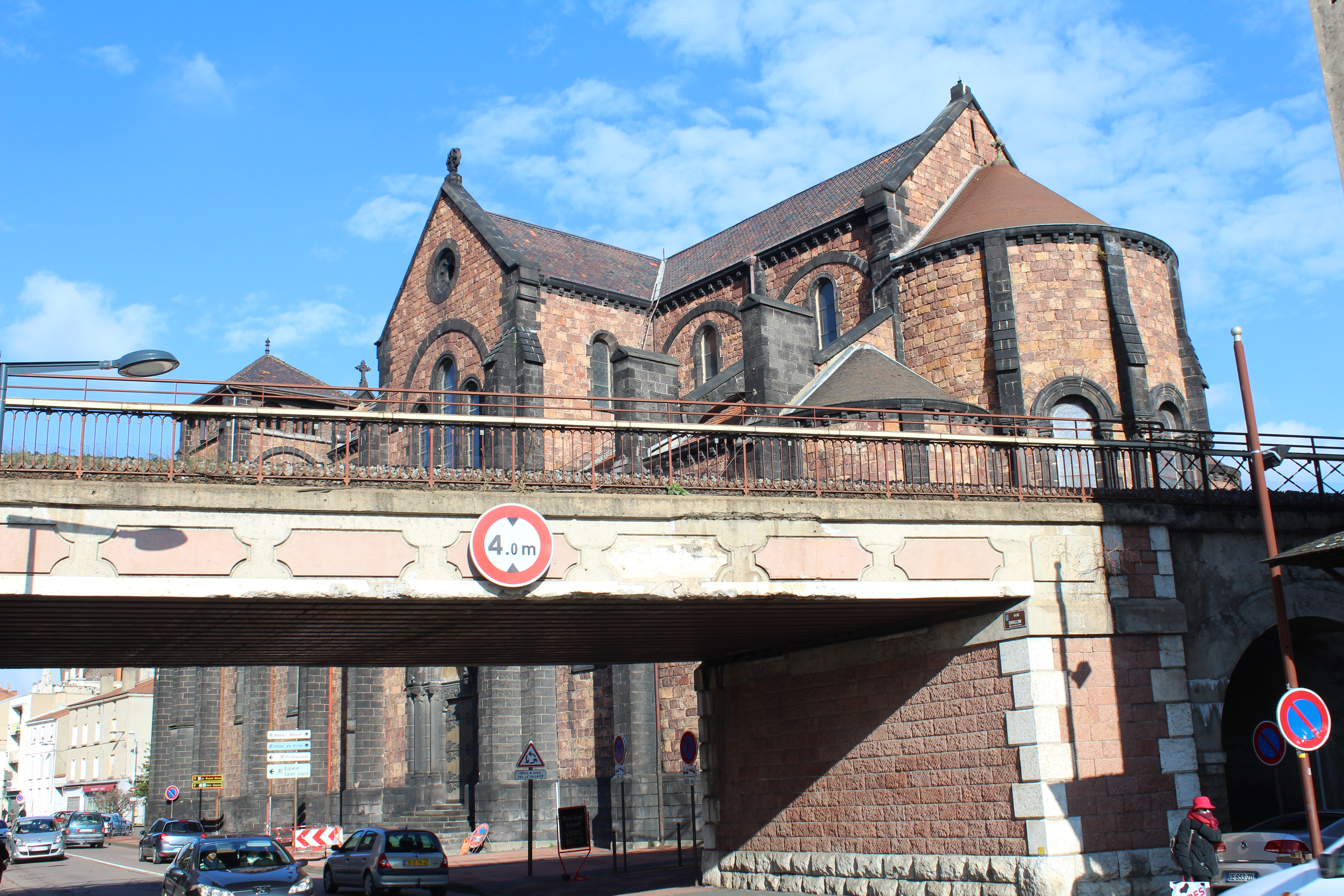
Kirche Saint-Louis
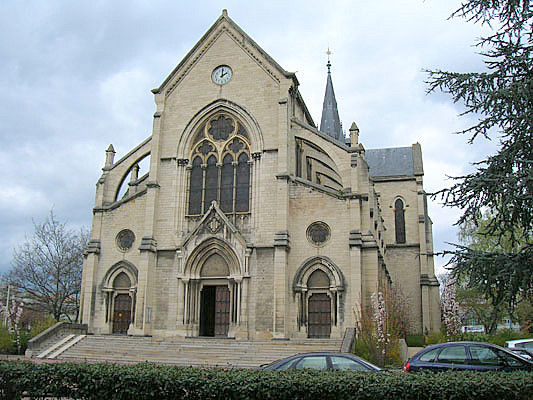
Kapelle Notre-Dame-des-Victoires
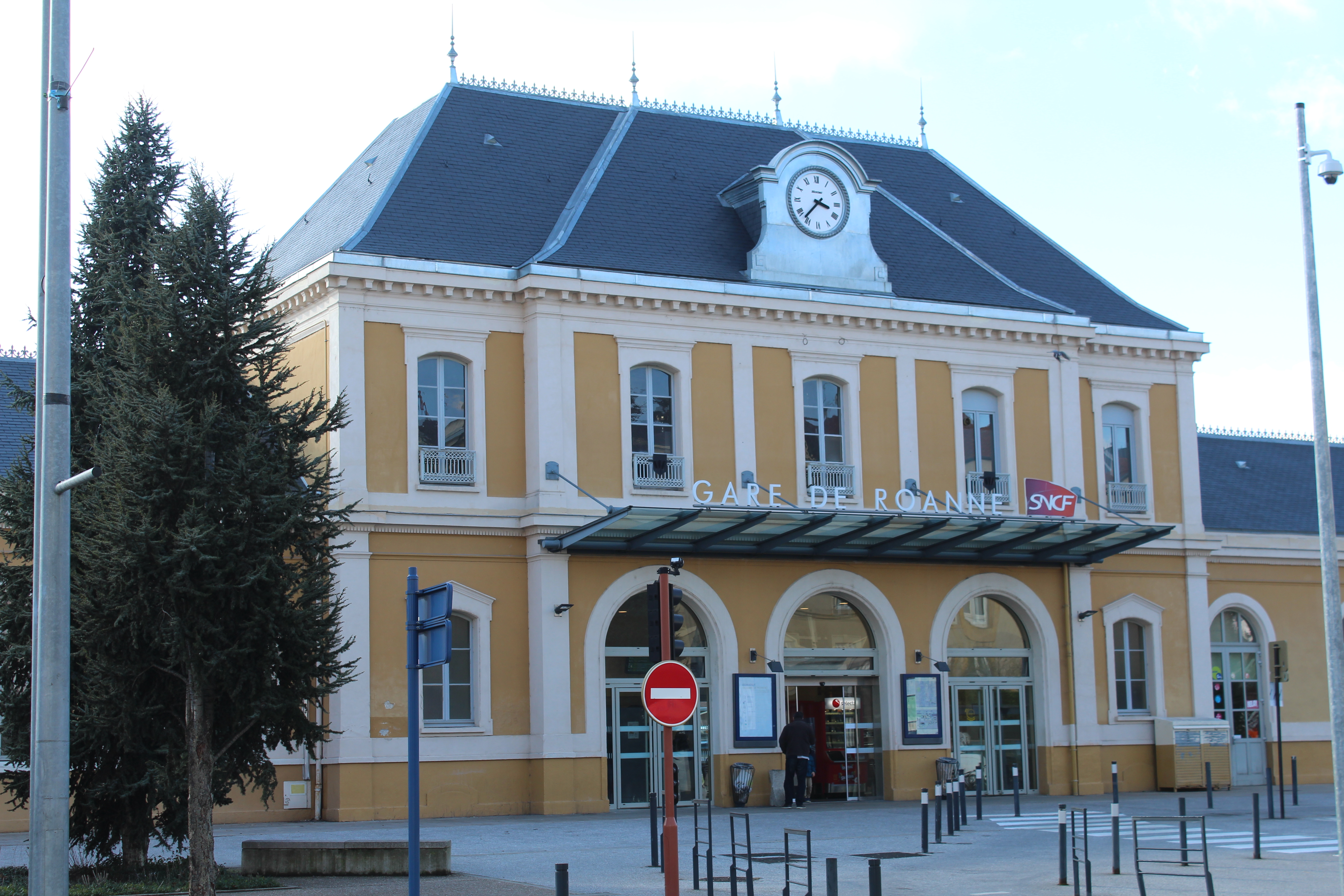
Bahnhofsgebäude

## Bildung
Die Stadt beherbergt einen École polytechnique universitaire de l’université Lyon-I-Campus und ein Technologie-Institut (Institut universitaire de tecnologie, IUT) der Universität Saint-Étienne.

## Städtepartnerschaften
- Nuneaton im Vereinigten Königreich seit 1956
- Reutlingen in Deutschland seit 1958 bzw. 1959[22]
- Guadalajara in Spanien seit 1980
- Montevarchi in Italien seit 1988
- Piatra Neamț in Rumänien seit 1992
- Legnica in Polen seit 2006

## Persönlichkeiten
- Jean-Baptiste Nompère de Champagny (1756–1834), Staatsmann und Marineoffizier
- Louis Pavy (1805–1866), römisch-katholischer Bischof von Algier
- Auguste Boullier (1832–1898), Politiker
- Joseph Déchelette (1862–1914), Archäologe
- René Leriche (1879–1955), Chirurg und Philosoph
- Henri Fernand Dentz (1881–1945), General; im Zweiten Weltkrieg auf Seiten des Vichy-Regimes
- Victor Dupré (1884–1938), Radsportler
- Francisque Gay (1885–1963), Journalist, Verleger und Politiker
- André Ragot (1909/1911–1954), Arzt und Widerstandskämpfer
- David Rousset (1912–1997), Schriftsteller und politischer Aktivist
- Louis Michel (1923–1999),  Physiker und Hochschullehrer
- Pierre Étaix (1928–2016), Clown und Regisseur
- Jean-Pierre Jeunet (* 1953), Regisseur
- Guy Charlier (* 1954), Bildhauer
- Michel Feugère (* 1955), Archäologe und Kunstmaler
- Marie-Christine Vergiat (* 1956), Politikerin
- Jean-Luc Garnier (* 1957), Koch; mit einem Stern im Guide Michelin ausgezeichnet
- Michel Troisgros (* 1958), Koch
- Pierre-Yves Michel (* 1960), römisch-katholischer Bischof von Nancy-Toul
- Joël Pommerat (geboren 1963), Schauspieler, Regisseur und Dramatiker
- Jérémie Dufour (* 1975), Autorennfahrer
- Cédric Si Mohamed (* 1985), algerischer Fußball-Nationaltorwart
- Lucas Da Cunha (* 2001), französisch-portugiesischer Fußballspieler